# 佩林根
佩林根是德国莱茵兰-普法尔茨州的一个市镇。总面积7.22平方公里，总人口1001人，其中男性488人，女性513人（2011年12月31日），人口密度139人/平方公里。